# Stockbauer (Höhenberg)
Stockbauer war ein amtlich benannter Gemeindeteil von Höhenberg im niederbayerischen Landkreis Straubing-Bogen.
Heute werden die beiden Wohngebäude (Stand 2019) der Einöde Neudeck der Gemeinde Wiesenfelden zugerechnet.